# Tosca
Pour les articles homonymes, voir Tosca (homonymie) et La Tosca.
Représentations notables
- 17 mars 1900 à La Scala de Milan, par Toscanini
- 12 juillet 1900 au Covent Garden de Londres, avec Antonio Scotti (Scarpia)
- 5 juillet 1965 au Covent Garden de Londres avec Maria Callas
- 1968 au Metropolitan de New York : triomphe du couple français Régine Crespin (Tosca) et Gabriel Bacquier (Scarpia), dirigés par Zubin Mehta

Personnages
- Floria Tosca, célèbre cantatrice (soprano)
- Mario Cavaradossi, peintre (ténor)
- Le baron Scarpia, chef de la police (baryton)
- Cesare Angelotti, prisonnier politique (basse)
- Spoletta, policier (ténor)
- Sciarrone, gendarme (basse)
- Le sacristain (basse)
- Un geôlier (basse)
- Un berger (alto enfant ou mezzo-soprano)

Airs
- Recondita armonia – Cavaradossi, acte I
- Non la sospiri, la nostra casetta - Tosca, acte I
- Vissi d'arte – Tosca, acte II
- E lucevan le stelle – Cavaradossi, acte III

Tosca est un opéra en trois actes de Giacomo Puccini, sur un livret de Luigi Illica et Giuseppe Giacosa, d'après la pièce de Victorien Sardou. Il fut créé le 14 janvier 1900 au Teatro Costanzi de Rome.

## Histoire
Puccini a pensé à mettre en musique la pièce de Sardou, créée par Sarah Bernhardt, et finit par obtenir l'autorisation de l'auteur, qui accepte la suppression d'un acte de la pièce (le deuxième), mais exige le maintien de la fin, rapide et violente, de l'ouvrage. La première représentation le 14 janvier 1900 fut un échec complet. La critique se montre sans pitié. Mais le public, d'abord réticent, va en faire rapidement un grand succès populaire. La Scala reprend l'œuvre dès le 17 mars sous la baguette d'Arturo Toscanini. L'œuvre est créée à Paris le 13 octobre 1903 sous la direction d'André Messager et ne rencontre pas non plus de succès, avant sa reprise en 1908.

## Argument
L'action se déroule à Rome en juin 1800.
Les troupes françaises ont instauré en 1798 une « République romaine ». Ferdinand Ier des Deux-Siciles et son épouse, la reine Maria Caroline, aidés des Anglais, reprennent la ville l'année suivante, et le baron Scarpia est chargé de mettre sur pied une police secrète. C'est sur cette toile de fond que se joue l'action de l'opéra.

### Acte I
Cinq accords violents joués tutta forza introduisent l'œuvre, qui ne comporte pas d'ouverture proprement dite. Le rideau s'ouvre sur l'église Sant'Andrea della Valle. Le peintre Mario Cavaradossi achève le portrait de Marie-Madeleine, auquel il a donné les traits d'une jeune femme venue longuement prier, récemment. Arrive Cesare Angelotti, ancien Consul de la République de Rome, venant de s'échapper du château Saint-Ange, où il avait été fait prisonnier politique. Cavaradossi lui promet de l'aider à s'enfuir, mais ils sont interrompus par l'arrivée de Floria Tosca, maîtresse du peintre et célèbre cantatrice. De peur d'être aperçu, Angelotti se cache dans la chapelle familiale.
Floria Tosca est une femme extrêmement jalouse. Elle est persuadée que son amant parlait avec une autre femme, à l'instant. Alors que Cavaradossi parvient à la calmer et accepte le rendez-vous proposé pour le soir, Tosca découvre le tableau et, reconnaissant les traits de la jeune femme prise pour modèle — la marquise Attavanti —, laisse une fois de plus éclater sa jalousie. Cavaradossi parvient à nouveau à dissiper ses doutes, et lui promet de remplacer la couleur bleue des yeux du portrait par du noir.
Après le départ de Tosca, Cavaradossi rejoint Angelotti, qui lui apprend que la marquise Attavanti, qui est sa sœur, a caché des habits de femme dans la chapelle afin que son frère puisse s'en vêtir pour s'échapper plus discrètement. Le peintre lui propose de le cacher chez lui, dans un puits aménagé. Un coup de canon tiré depuis le château Saint-Ange signale que l'évasion a été découverte. Les deux hommes quittent rapidement l'église.
Le baron Scarpia, chef de la police, arrive dans l'église. Lorsqu'il découvre la porte ouverte de la chapelle Attavanti, le panier de victuailles vide que Cavaradossi ne souhaitait pourtant pas entamer — comme le rapporte le sacristain —, le portrait de la marquise et un éventail à ses armes, Scarpia conclut rapidement à la complicité du peintre dans la fuite de son prisonnier.
C'est à ce moment que Tosca fait irruption, revenue pour dire à son amant qu'elle ne pourra pas se rendre à leur rendez-vous du soir, devant chanter à la place. Scarpia, se servant de l'éventail, va exciter la jalousie de Tosca en sous-entendant certaines relations entre la marquise Attavanti et Cavaradossi. La cantatrice, furieuse, se jette dans le filet tendu par le chef de la police en se rendant immédiatement à la villa du peintre afin d'y surprendre les prétendus amants, sans se douter que Scarpia la ferait suivre par ses sbires pour découvrir où se cache Angelotti.

L'acte s'achève par un Te Deum (en raison de l'annonce de la défaite de Napoleon), où Scarpia exprime sa volonté de soumettre Tosca à ses désirs en se servant de sa jalousie.

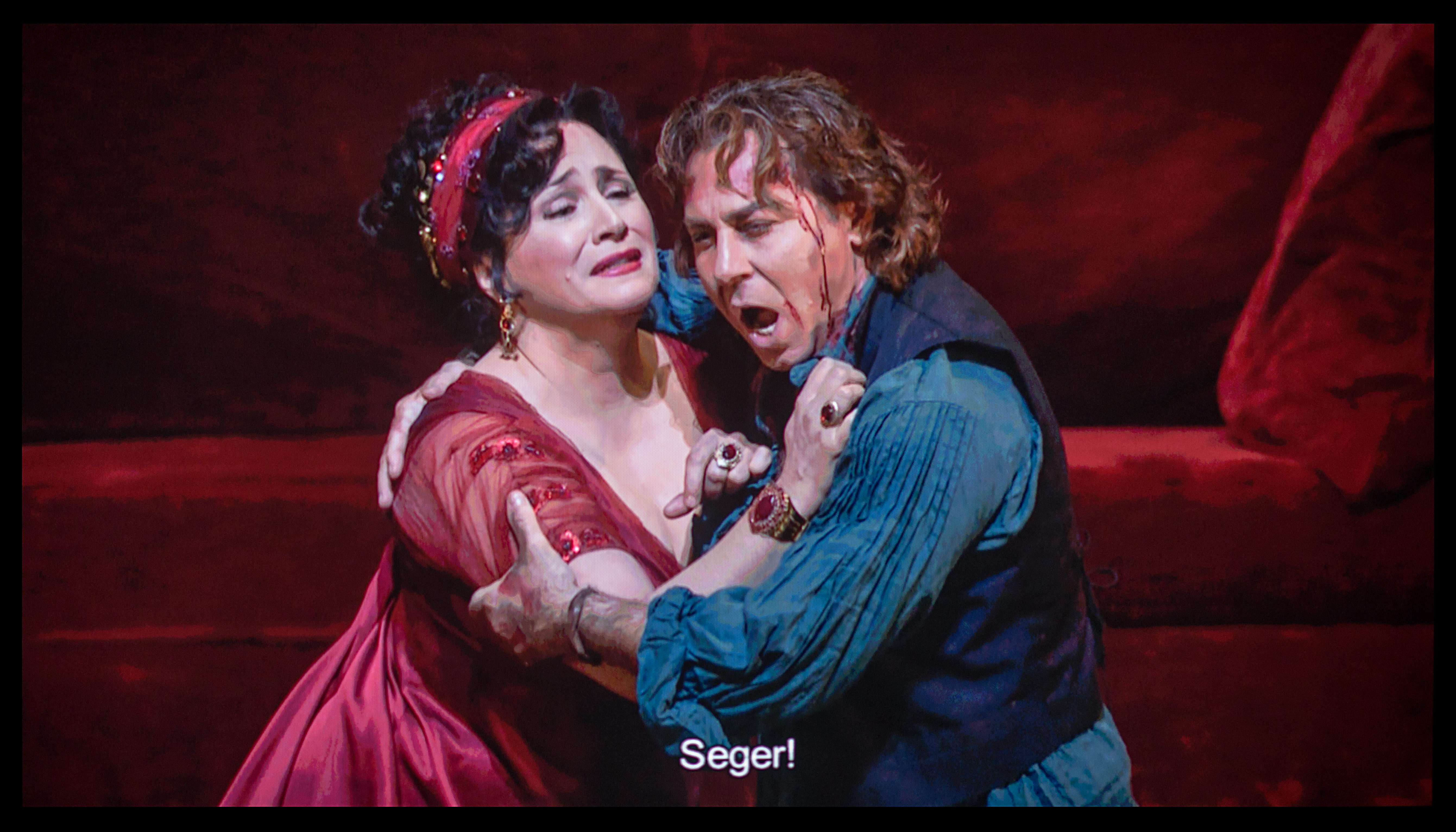
Cavaradossi interprété par Roberto Alagna.

### Acte II
Scarpia dîne, seul, dans ses appartements au palais Farnese, là où Tosca doit chanter. Il rédige un mot à la cantatrice l'invitant à le rejoindre après le récital.
Arrive alors Spoletta, l'un des sbires de Scarpia, qui lui annonce que la poursuite de Tosca n'a pas permis de découvrir Angelotti, mais toutefois l'arrestation de Cavaradossi a eu lieu. À la suite des questions répétées de Scarpia, le peintre nie toujours farouchement avoir aidé le prisonnier à fuir.
À l'arrivée de Tosca, son amant lui fait discrètement savoir que révéler ce qu'elle avait vu à la villa revenait à le condamner à mort. Scarpia fait poursuivre l'interrogatoire de Cavaradossi dans la pièce contiguë, et se consacre à celui de Tosca. Devant son refus du moindre aveu, il lui fait savoir que son amant est, au même moment, torturé, et que ses souffrances cesseront uniquement si elle se décide à parler. Les cris du peintre finiront par faire céder Tosca, qui révèle à Scarpia la cachette d'Angelotti.
Cavaradossi est amené auprès de Tosca, et la repousse quand il apprend qu'elle a parlé. Il laisse cependant ensuite éclater sa joie lorsqu'un agent de Scarpia rapporte que Bonaparte a gagné la bataille de Marengo. Cela provoque la fureur du chef de la police, qui le condamne à mort.
Devant les supplications de Tosca, il lui propose de libérer son amant si elle se livre à lui pour une nuit. Tosca supplie de ne pas exiger d'elle ce sacrifice. À ce moment-là, revient Spoletta, qui annonce qu'Angelotti s'est suicidé après avoir été découvert. En détresse, Tosca chante l'aria Vissi d'arte. Spoletta s'enquiert de la marche à suivre pour le prisonnier Cavaradossi, et Scarpia se tourne vers Tosca pour lui laisser le choix d'accepter ou non son ultimatum.
Celle-ci finit par accepter le marché. Ne pouvant annuler ouvertement la sentence, il dit qu'il organisera un simulacre d'exécution du peintre avec des balles à blanc. Cependant, Tosca exige un sauf-conduit pour elle et son amant, qui leur permettra de quitter Rome en toute sécurité. Mais, dès que le chef de la police a achevé son mot et avance vers elle pour recevoir son dû, elle le tue d'un coup de couteau en pleine poitrine : Questo è il bacio di Tosca (« C'est ça, le baiser de Tosca »). Elle s'éclipse ensuite, non sans avoir récupéré le laissez-passer salvateur des mains du mort.

### Acte III
Terrasse du château Saint-Ange, petit matin. On entend au loin le chant d'un jeune berger. Cavaradossi est amené sur les remparts, et demande à écrire un dernier mot à sa bien-aimée. Il songe à son bonheur passé auprès d'elle, empli de désespoir (E lucevan le stelle).
Tosca survient, et l'informe des derniers événements : le chantage de Scarpia, le marché qu'elle a obtenu de lui, le laissez-passer rédigé de ses mains, et le fait qu'elle a fini par le tuer plutôt que de se donner à lui. Soulagé et bouleversé, Cavaradossi loue son courage. Tosca lui explique le rôle qu'il doit jouer durant le simulacre d'exécution, se laisser tomber comme un mort de manière crédible lorsqu'il entendra les détonations à blanc des fusils.
Le peloton d'exécution arrive sur les lieux, le couple se sépare, la fusillade retentit et Cavaradossi s'effondre. Tosca admire la crédibilité de la chute de son amant. Après le départ des soldats, la cantatrice s'approche de lui et l'exhorte à se relever. Horrifiée, elle découvre la perfidie diabolique de Scarpia, car les fusils avaient en fait tiré avec des balles réelles. Entre-temps, le meurtre de ce dernier a été découvert, et les sbires du chef de la police se précipitent sur la terrasse pour arrêter Tosca. De désespoir, elle se suicide en se jetant du haut d'une tour du château Saint-Ange.

## Distribution
| Rôles                                                           | Tessitures       | Créateurs (Rome, 14 janvier 1900) |
| --------------------------------------------------------------- | ---------------- | --------------------------------- |
| Floria Tosca, célèbre cantatrice                                | soprano          | Hariclea Darclée                  |
| Mario Cavaradossi, peintre                                      | ténor            | Emilio de Marchi                  |
| Le baron Scarpia, chef de la police                             | baryton          | Eugenio Giraldoni                 |
| Cesare Angelotti, prisonnier politique                          | basse            | Ruggero Galli                     |
| Spoletta, policier                                              | ténor            | Ettore Borelli                    |
| Sciarrone, gendarme                                             | basse            | Enrico Giordano                   |
| Le sacristain (Il sagrestano)                                   | basse            | Aristide Parassani                |
| Un geôlier (Un carceriere)                                      | basse            |                                   |
| Un berger (Un pastore)                                          | soprano enfant   | Angelo Righi                      |
| Soldats, agents de police, nobles, villageois, artisans (chœur) |                  |                                   |
| Chef d'orchestre                                                | Chef d'orchestre | Leopoldo Mugnone                  |

## Airs célèbres
- Acte I : Recondita armonia (« Secrète harmonie »). Cavaradossi, s'extasiant devant le portrait de Marie-Madeleine, qui évoque sa maîtresse, Tosca, et provoque l'indignation du sacristain (« Scherza con i fanti e lascia stare i santi »).
- Acte I: Non la sospiri, la nostra casetta (« N'as-tu pas envie d'être dans notre petite maison »). Tosca essaie de convaincre Cavaradossi de l'emmener à sa villa.
- Acte I : Imprécation de Scarpia, Tre sbirri … una carozza, qui s'achève sur le Te Deum.
- Acte II : Vissi d'arte (« J'ai vécu d'art »), chanté par Tosca après que Scarpia lui eut proposé son horrible marché. Maria Jeritza inaugura à Vienne en 1914 la tradition de chanter cet air allongée par terre[1].
- Acte III : E lucevan le stelle (« Et les étoiles brillaient ») : Cavaradossi, avant son exécution, évoque le souvenir de Tosca. L'introduction de l'Aria est profondément mélancolique : violoncelles soli en harmonie étroite, un arpège de harpe avec une clarinette solitaire entonnant la mélodie principale[5].

## Interprètes célèbres

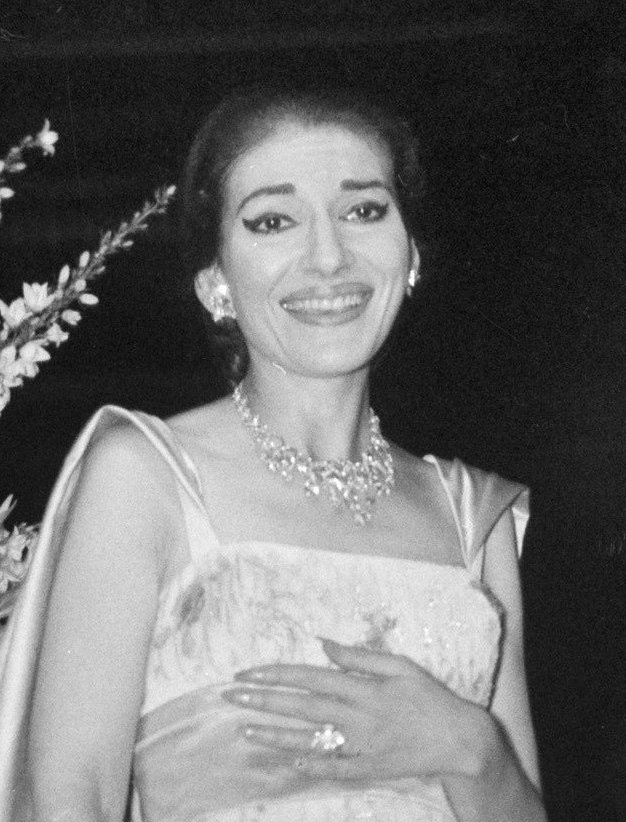
Maria Callas en 1959.

Parmi les cantatrices célèbres qui ont interprété le rôle de Tosca, une place particulière doit être réservée à Maria Callas. Considérée par de nombreux musicologues comme la « Tosca du siècle », elle débuta le 27 août 1942, et acheva sa carrière scénique le 5 juillet 1965 avec ce rôle-fétiche. Tosca constitue d'ailleurs le seul témoignage vidéo de Maria Callas sur scène dans un opéra (les autres étant uniquement des récitals) : l'acte II a été filmé lors d'une représentation à Covent Garden le 9 février 1964, dans la mise en scène de Franco Zeffirelli, avec Tito Gobbi en Scarpia et Renato Cioni en Cavaradossi.
Parmi les ténors les plus célèbres qui ont interprété le rôle de Mario Cavaradossi, une place particulière doit aussi être réservée à Giuseppe Di Stefano, qui a donné la réplique à Maria Callas.

## Discographie sélective
- 1938 : Oliviero De Fabritiis (dir.), Maria Caniglia (Tosca), Beniamino Gigli (Cavaradossi), Armando Borgioli (Scarpia), chœur et orchestre de l'Opéra de Rome - (HMV)
- 1953 : Victor de Sabata (dir.), Maria Callas (Tosca), Giuseppe Di Stefano (Cavaradossi), Tito Gobbi (Scarpia), chœur et orchestre de La Scala de Milan - EMI (mono, mais une, sinon la, version de référence)
- 1957 : Erich Leinsdorf (dir.), Zinka Milanov (Tosca), Jussi Björling (Cavaradossi), Leonard Warren (Scarpia), chœur et orchestre de l'Opéra de Rome - RCA
- 1959 : Francesco Molinari-Pradelli (dir.), Renata Tebaldi (Tosca), Mario del Monaco (Cavaradossi), George London (Scarpia), chœur et orchestre de l'Académie Sainte-Cécile de Rome - Decca
- 1962 : Herbert von Karajan (dir.), Leontyne Price (Tosca), Giuseppe Di Stefano (Cavaradossi), Giuseppe Taddei (Scarpia), chœur de l'Opéra de Vienne, Orchestre philharmonique de Vienne - Decca
- 1964 : Georges Prêtre (dir.), Maria Callas (Tosca), Carlo Bergonzi (Cavaradossi), Tito Gobbi (Scarpia), Chœurs de l'Opéra de Paris, Orchestre de la Société des concerts du Conservatoire - EMI[6]
- 1966 : Lorin Maazel (dir.), Birgit Nilsson (Tosca), Franco Corelli (Cavaradossi), Dietrich Fischer-Dieskau (Scarpia), Chœur et Orchestre de l'Académie de Sainte Cécile - Decca
- 1976 : Colin Davis (dir.), Montserrat Caballé (Tosca), José Carreras (Cavaradossi), Ingvar Wixell (Scarpia) - Philips
- 1978 : Nicola Rescigno (dir.), Mirella Freni (Tosca), Luciano Pavarotti (Cavaradossi), Sherrill Milnes (Scarpia) - Decca
- 1979 : Herbert von Karajan (dir.), Katia Ricciarelli (Tosca), José Carreras (Cavaradossi), Ruggero Raimondi (Scarpia) - Deutsche Grammophon
- 1985 : Giuseppe Sinopoli (dir.), Hildegard Behrens (Tosca), Placido Domingo (Cavaradossi), Cornell MacNeil (Scarpia) - Deutsche Grammophon
- 1990 : Giuseppe Sinopoli (dir.), Mirella Freni (Tosca), Placido Domingo (Cavaradossi), Samuel Ramey (Scarpia) - Deutsche Grammophon
- 1992 : Riccardo Muti (dir.), Carol Vaness (Tosca), Giuseppe Giacomini (Cavaradossi), Giorgio Zancanaro (Scarpia) - Philips Classics
- 2025 : Daniel Harding (direction), Eleonora Buratto (Tosca), Jonathan Tetelman (Cavaradossi), Ludovic Tézier (Scarpia), avec l'Orchestre de Santa-Cecilia de Rome, enregistrement studio dans l'auditorium de la Santa-Cecilia -  Deutsche Grammophon

## Filmographie
- Le film La Tosca (sorti en 1941) a été commencé à Rome par Jean Renoir, mais il ne l'a pas achevé en raison de la guerre et c'est Carl Koch qui a pris le relais et signé le film. Les interprètes sont Imperio Argentina (Floria Tosca), Rossano Brazzi (Mario Cavaradossi), Michel Simon (Scarpia), Adriano Rimoldi (Angelotti).
- Un film est réalisé en 1976 par Gianfranco De Bosio avec comme interprètes Raina Kabaivanska (Tosca), Plácido Domingo (Cavaradossi) et Sherrill Milnes (Scarpia). La musique est confiée au New Philharmonia Orchestra sous la direction de Bruno Bartoletti. Les scènes du film sont tournées sur les lieux mêmes où est censée se dérouler l'action : l'église Sant'Andrea della Valle, le palais Farnèse et le château Saint-Ange[7]
- 1993 : L'Opéra imaginaire, série de courts-métrages d'animations sur l'opéra ; E lucevan le stelle, film de Jose Abel.
- Benoît Jacquot réalise un nouveau film en 2001, avec Angela Gheorghiu (Tosca), Roberto Alagna (Cavaradossi), Ruggero Raimondi (Scarpia), le chœur et l'orchestre de Covent Garden placés sous la direction d'Antonio Pappano. Le réalisateur y mélange les scènes narratives avec quelques prises de vue de l'enregistrement audio, effectué préalablement[8].
- La Belle des belles (La donna più bella del mondo) de Robert Z. Leonard (1955) dans lequel Gina Lollobrigida, qui joue le rôle de la cantatrice Lina Cavalieri, interprète un extrait de Tosca. On y reconnaît la voix de Mario del Monaco.

### Captations scéniques publiées en DVD
- 1964 (6 février) Puccini, Tosca. Callas,Gobbi - Regia di Zeffirelli. Covent Garden Acte II
- 2010 : Mise en scène de Luc Bondy, décors de Richard Peduzzi, créée au Metropolitan Opera en 2009 et reprise à l'opéra de Munich en 2010[9]. Avec Karita Mattila (Tosca), Jonas Kaufmann (Cavaradossi), Juha Uusitalo (Scarpia) ; direction musicale : Fabio Luisi
- 2011 : Mise en scène de Robert Carsen, enregistrement à l'opéra de Zurich, direction de Paolo Carignani, avec Emily Magee (Tosca), Jonas Kaufmann (Cavaradossi), Thomas Hampson (Scarpia). Decca- 2011
- 2012 : Mise en scène de Jonathan Kent, enregistrement au Royal Opera House de Londres, direction d'Antonio Pappano, avec Angela Gheorghiu (Tosca), Jonas Kaufmann (Cavaradossi), Bryn Terfel (Scarpia) - Warner Classic

## Dans la culture populaire
- La mission Dernier acte (Curtains down) du jeu vidéo Hitman: Blood Money se situe au palais Garnier pendant une répétition de la scène du peloton d'exécution : Com'è lunga l'attesa!
- Dans le film Quantum of Solace, on peut voir la scène finale du premier acte (Te Deum) durant laquelle James Bond identifie des membres d'une nébuleuse organisation, qui étaient en train d'assister à la scène.
- L'opéra apparaît également dans le film Harvey Milk dans une des scènes qui précède l'assassinat du personnage principal.

### Autres films
- 1936 : Rose-Marie
- 1946 : Devant lui tremblait tout Rome
- 1951 : Le Grand Caruso
- 1963 : Landru
- 1973 : Serpico
- 1988 : Le Maître de musique
- 1997 : Rien ne va plus
- 2000 : Les Larmes d'un homme
- 2002 : Crève, Smoochy, crève !
- 2002 : Sale fric
- 2003 : Ni pour, ni contre (bien au contraire)
- 2003 : La Vie de David Gale
- 2004 : Grande école
- 2006 : Rocky Balboa
- 2006 : Happy Feet
- 2006 : Les Lumières du faubourg
- 2007 : Redacted
- 2008 : Two Lovers
- 2009 : The Job
- 2012 : To Rome with Love
- 2015 : Mission Impossible : Rogue Nation
- 2020 : Nos plus belles années

## Dans la littérature
- Tosca est un des ressorts principaux de l'intrigue de la nouvelle d'Agatha Christie, Le Chant du cygne (1926).
- Tosca revient de façon récurrente dans l'intrigue du roman d'Éric Dupont, La Fiancée américaine (2012).
- L'intrigue du roman de Donna Leon Brunetti en trois actes (2015) commence par une représentation de Tosca à la Fenice.